# Rów grzbietowy

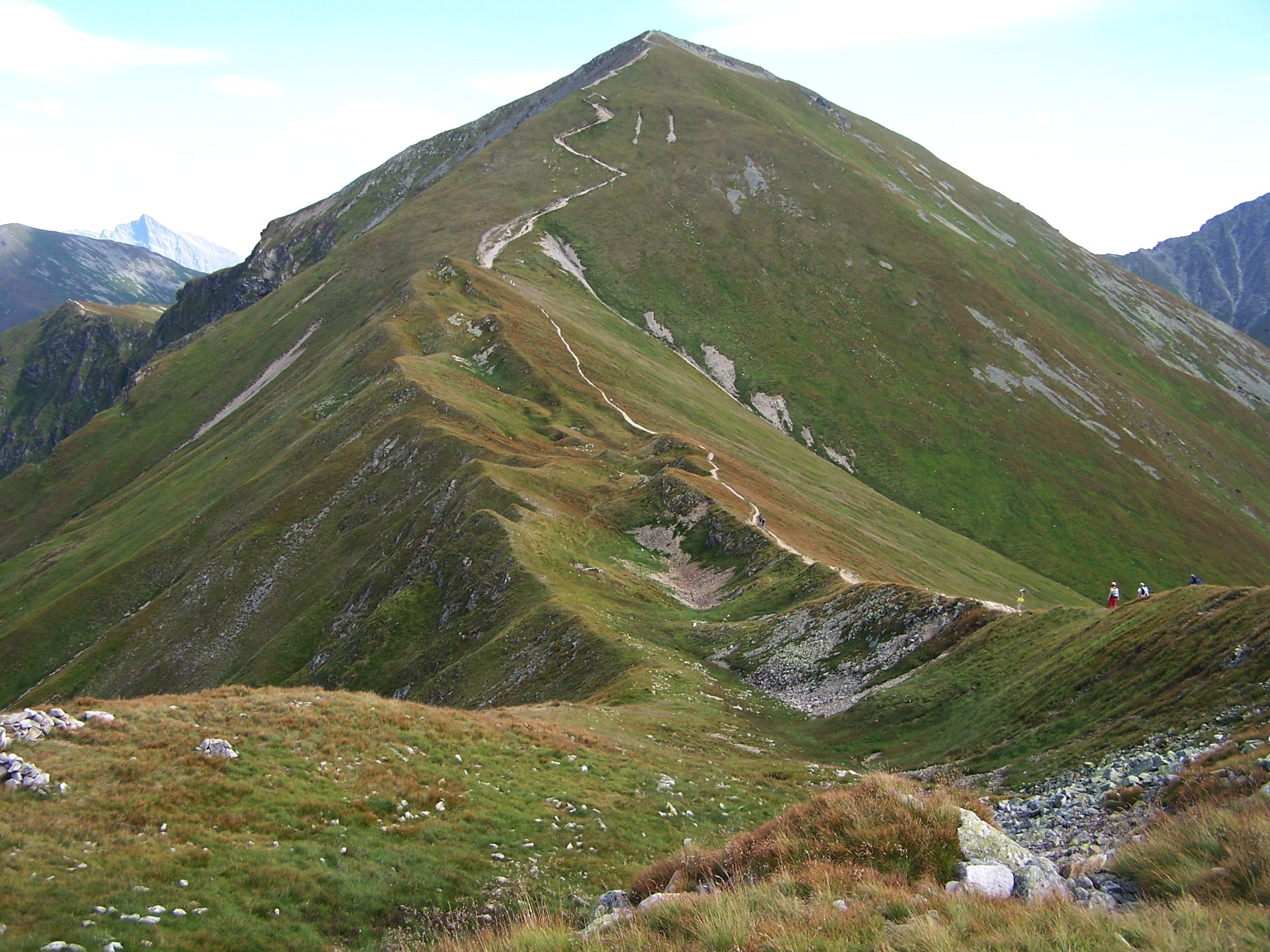
Rów grzbietowy na grani pomiędzy Starorobociańskim Wierchem a Kończystym Wierchem

Rów grzbietowy, rów graniowy – podłużne zagłębienie lub kilka takich zagłębień wzdłuż grzbietu górskiego lub grani. Takie rowy grzbietowe występują wzdłuż niektórych grzbietów, częściej w obszarze przełęczy. W Polsce szczególnie w Tatrach Zachodnich, np. na Ornaku, Starorobociańskim Wierchu. Mogą mieć długość od kilkunastu do kilkuset metrów, a głębokość od kilku do ok. 100 m. Największy w Tatrach rów znajduje się w grani pomiędzy Smreczyńskim Wierchem a Kamienistą – Hliński Rów.
Rowy grzbietowe powstają głównie w skałach krystalicznych i metamorficznych. Zdarzają się również takie rowy na zboczu, nazywane są wówczas rowami zboczowymi.
Dawniej przypisywano tym rowom tektoniczne pochodzenie. Obecnie naukowcy są zgodni, że rowy takie powstają w strefie spękań w wyniku współudziału procesów osuwiskowych i wietrzenia fizycznego w ostatnim okresie polodowcowym.